# Kazimierz Krupa
Kazimierz Krupa – polski dziennikarz ekonomiczny. Od stycznia 2007 roku do sierpnia 2014 roku pełnił funkcję redaktora naczelnego miesięcznika „Forbes”.

## Życiorys
Karierę dziennikarską rozpoczynał w latach 80. XX wieku w „Expresie Wieczornym”  jako redaktor działu krajowo-ekonomicznego, a później zastępca redaktora naczelnego. W latach 90. pełnił rolę radcy ministra w Ministerstwie Skarbu Państwa, współtworzył Giełdę Energii, w której później pełnił funkcję doradcy zarządu. Był członkiem zespołu roboczego ds. medialnych przy gabinecie Leszka Balcerowicza, wicepremiera i ministra finansów. W latach 1994–1998 był redaktorem naczelnym gazety „Parkiet”, „Pieniądz” (2000), „Prawo i Gospodarka” (2002), a także felietonistą „Pulsu Biznesu”, oraz komentatorem wydarzeń ekonomiczno-gospodarczych Radia TOK FM. Od 2006 roku związany z miesięcznikiem „Forbes”, gdzie w latach 2007–2014 był redaktorem naczelnym.